# Blenina metachrysa
Blenina metachrysa är en fjärilsart som beskrevs av Turner 1902. Blenina metachrysa ingår i släktet Blenina och familjen trågspinnare. Inga underarter finns listade i Catalogue of Life.